# BRM P261
La BRM P261 è una monoposto di Formula 1, costruita dalla scuderia inglese BRM nel 1964.

## Sviluppo
La P261 fu costruita per partecipare al Campionato mondiale di Formula 1 1964, sostituendo la precedente P56.

## Tecnica
Come propulsore l'auto impiegava un P56 V8 da 210 cv di potenza, gestito da un cambio manuale P62 a sei marce. Il telaio era una semi-monoscocca in alluminio, e l'impianto frenante aveva quattro freni a disco ventilati. Le sospensioni erano a bracci oscillanti trasversali, molle elicoidali entrobordo su ammortizzatori, barre stabilizzatrici all'anteriore; bracci oscillanti trasversali invertiti, aste con doppi puntoni, molle elicoidali, ammortizzatori e barre stabilizzatrici al posteriore.

## Attività sportiva
La P261 fu affidata a Richie Ginther e Graham Hill, che vinse il GP inaugurale a Montecarlo e ottenne anche il giro più veloce. Ginther giunse secondo. Con un'altra vittoria e diversi podii, la BRM fu seconda sia nel campionato piloti che in quello costruttori dietro alla Ferrari di John Surtees.
Nel 1965 Ginther fu sostituito dal debuttante Jackie Stewart, il quale riuscì ad ottenere una vittoria che però, sommata alle due di Hill, non fu sufficiente a battere la Lotus 33 di Jim Clark.
Nel 1966, suo ultimo anno, la P261 fu schierata sia in Formula 1 che nel Campionato Tasman, e vinse nuovamente il GP di Monaco.